# Thiếu nước
Thiếu nước là hiện tượng thiếu nguồn nước ngọt để cung cấp cho nhu cầu sản xuất và tiêu dùng của con người. Tình trạng thiếu nước đang ảnh hưởng đến mọi quốc gia và vùng lãnh thổ. Tại Diễn đàn kinh tế thế giới 
năm 2015, thiếu nước được liệt kê là một trong các rủi ro lớn nhất mà loài người phải gánh chịu trong 10 năm tới. Các biểu hiện của hiện tượng này bao gồm: không đủ nước đáp ứng nhu cầu tiêu dùng, cạnh tranh kinh tế để có nước đủ số lượng và chất lượng, tranh cãi giữa người dùng, cạn kiệt tài nguyên nước ngầm không thể khôi phục, và ảnh hưởng xấu lên môi trường. Hai phần ba dân số thế giới (4 tỷ người) trong tình trạng thiếu nước ít nhất 1 tháng mỗi năm. Nửa tỷ người đối mặt với tình trạng thiếu nước quanh năm. Một nửa các thành phố lớn trên thế giới phải trải qua tình trạng thiếu nước.
Mặc dù chỉ một phần rất nhỏ 0.014% nước trên trái đất là nước ngọt và dễ dàng tiếp cận, (97% số còn lại là nước mặn và khoảng gần 3% và khó tiếp cận), thực tế thì chúng ta có đủ nước ngọt cho loài người. Tuy nhiên, vấn đề nằm ở sự phân bổ không đồng đều (biến đổi khí hậu làm cho tình trạng này trầm trọng hơn), dẫn đến việc nhiều nơi thì lũ lụt, nơi thì hạn hán. Thêm vào đó, do nhu cầu nước ngọt của con người tăng lên trong những năm gần đây, loài người đang phải đối mặt với khủng hoảng nước, ước tính nhu cầu nước ngọt sẽ tăng lên 40% trong năm 2030 nếu xu hướng này còn duy trì.
Bản chất của tình trạng thiếu nước toàn cầu là sự lệch nhau về mặt địa lý và thời gian giữa nhu cầu nước ngọt và mức độ nước có sẵn. Việc gia tăng dân số thế giới, cải thiện mức sống, thay đổi thói quen tiêu dùng và việc mở rồn nông nghiệp dựa vào thủy lợi và những nhân tố chính dẫn đến nhu cầu nước ngọt trên toàn cầu gia tăng.
Biến đổi khí hậu  (ví dụ như thời tiết thay đổi bất thường, hạn hán, lũ lụt), phá rừng, ô nhiễm môi trường, lãng phí nước khiến nguồn cung nước giảm đi. 
Ở phạm vị toàn cầu và theo chu kỳ hằng năm thì nguồn cung nước vẫn đáp ứng đủ nhu cầu nhưng sự khác nhau giữa nhu cầu và khả năng đáp ứng theo thời gian và về mặt địa lý là rất lớn dẫn đến việc thiếu nước vật lý tại nhiều khu vực trong những thời gian nhất định trong năm. Tất cả các lý do cho việc thiếu nước đều liên quan đến can thiệp của con người vào vòng tuần hoàn nước. Tình trạng thiếu nước rất khác nhau theo thời gian một phần do biển đối thủy văn tự nhiên,nhưng phần nhiều là do các chính sách kinh tế hiện hành và các phương pháp lập kế hoạch cũng như quản lý. Thiếu nước được  dự đoán là sẽ còn trầm trọng hơn nữa do việc phát triển kinh tế, tuy nhiên nếu được xác minh đúng, nhiều nguyên nhân có thể được dự đoán, phòng tránh và hạn chế.
Nhiều nước đã chứng minh cắt giảm nước sử dụng cho việc phát triển kinh tế là có thể. Ví dụ ở Úc,lượng nước ngọt sử dụng đã giảm 40% năm 2001 đến năm 2009 trong khi tốc độ tăng trưởng kinh tế vẫn ở mức 30%.
Ủy ban tài nguyên quốc tế ở liên hợp quốc đã phát biểu rằng các chúng phủ đang có xu hướng đầu tư vào các giải pháp không hiệu quả: các dự án lớn như đập thủy lợi, kênh đào, thủy lộ, đường ống và hồ chứa nước. Những dự án này không chỉ đắt và còn ảnh hưởng đến môi trường trong dài hạn. Cách tiết kiệm nhất để giảm lượng nước sử dụng cho phát triển kinh tế, theo các chuyên gia của ủy ban này, là các chính phủ nên tập trung phát triển một kế hoạch quản lý nguồn tài nguyên nước toàn diện  trong đó cân nhắc toàn bộ các yếu tố trong chu kỳ tuần hoàn nước từ khi nước được phân bổ, việc sự dụng nước, xử lý nước, tái sử dụng nước cho đến khi thải nước ra môi trường.

## Cung và cầu

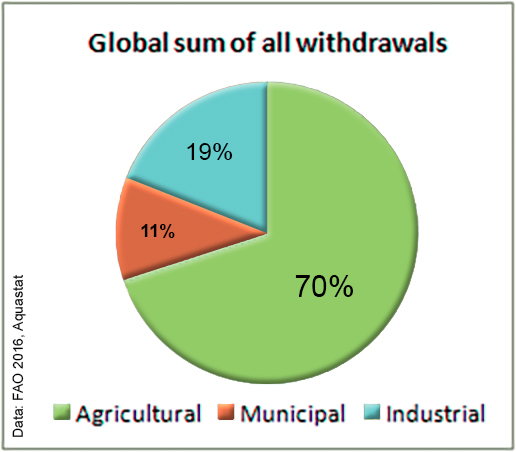
Số lượng nước tiêu thụ theo ngành(2016). Nguồn: FAO data.

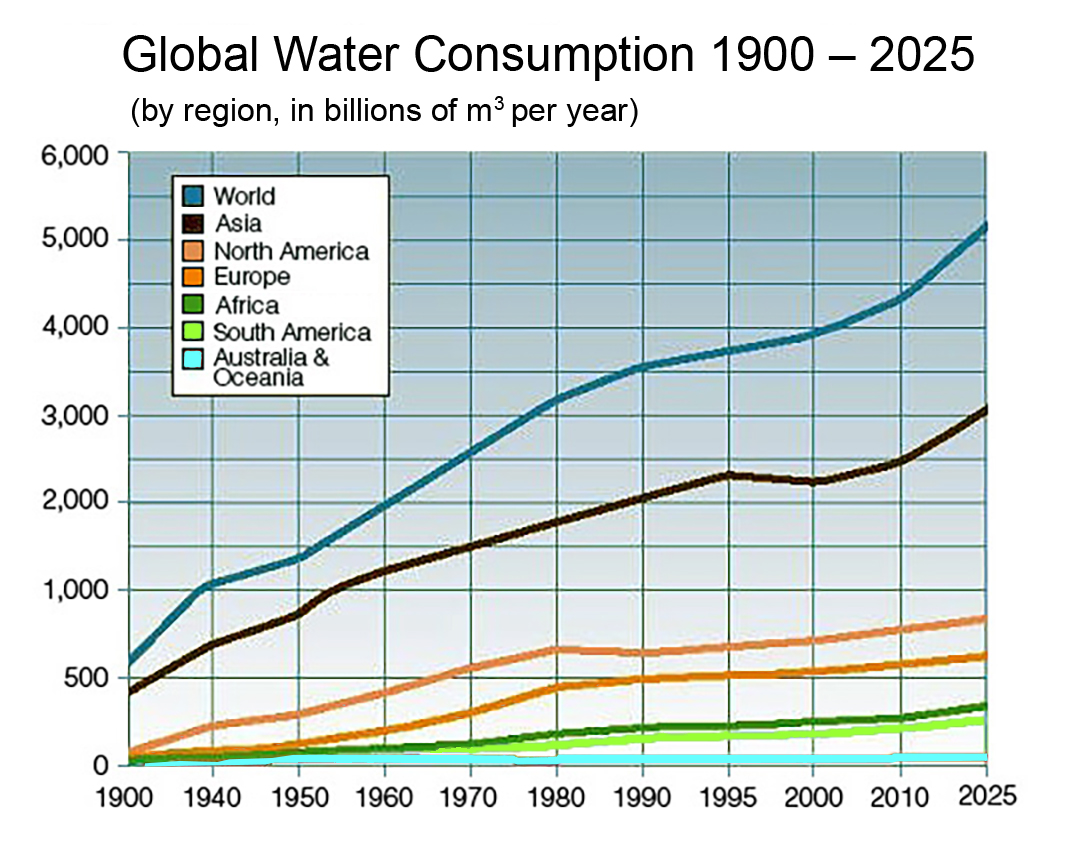
Số liệu nước tiêu dùng từ năm 1900-2025 theo quốc gia và khu vực, đơn vị: tỷ m3/năm.

Tổng khối lượng nước ngọt dễ tiếp cận trên trái đất (nước sông hồ, nước ngầm) là 14.000 mét khối. Trong số này, chỉ có 5000 m3 là được dùng và tái sử dụng bởi con người. Vì vậy, về lý thuyết, chúng ta có đủ nước ngọt để dùng cho toàn dân số thế giới khoảng 9 tỷ người. Tuy nhiên do sự phân bổ (nước và việc sử dụng nước) không đồng đều về mặt địa lý, việc thiếu hụt đã xảy ra tại nhiều nơi trên thế giới và ảnh hưởng đến một số khu vực dân cư trên thế giới.
Việc thiếu hụt nước do tiêu dùng gây ra chủ yếu bởi việc tiêu dùng quá nhiều nước cho sản xuất nông nghiệp và các ngành công nghiệp. Người dân ở các nước phát triển sử dụng nước gấp 10 lần người dân ở các nước đang phát triển (/ngày). Một phần lớn lượng nước này được dùng một cách không trực tiếp trong quá trình sản xuất nông nghiệp và công nghiệp để sản xuất hàng tiêu dùng như hoa quả, hạt lấy dầu và bông. Bởi nhiều chuỗi sản phẩm được toàn cầu hóa, rất nhiều nước ở các nước đang phát triển được sử dụng và làm ô nhiễm để sản xuất hàng hóa cho các nước tại các quốc gia phát triển.

## Thiếu nước vật lý và thiếu nước kinh tế
Thiếu nước có thể là hậu quả của hai quá trình:
- Thiếu nước vật lý
- Thiếu nước kinh tế

Thiếu nước vật lý là việc thiếu nước một cách tự nhiên do vị trí địa lý của nước đó, hoặc khu vực đó không đủ cung cấp nước cho tiêu dùng. Ngược lại, thiếu nước kinh tế là việc quản lý yếu kém nguồn nước đáng lẽ ra là đủ phục vụ cho nhu cầu. Theo các chương trình phát triển liên hợp quốc, thiếu nước kinh tế là nguyên nhân chủ yếu cho việc thiếu nước ở các quốc gia và khu vực. Những nơi này thường là đủ nước cho các nhu cầu nhưng lại không đủ các phương tiện và biện pháp để quản lý và sử dụng nước.
Khoảng 1/5 dân số thế giới đang sống ở các khu vực chịu ảnh hưởng bởi thiếu nước vật lý, nơi mà lượng nước tự nhiên không đủ đáp ứng nhu cầu của người dân, nhu cầu này bao gồm nhu cầu để hệ sinh thái có thể vận hành một cách hiệu quả. Nhưng khu vực ít mưa thường bị thiếu nước vật lý. Tuy nhiên thiếu nước vật lý cũng xảy ra ở cả những nơi dồi dào nước nhưng có quá nhiều can thiệp, ví dụ như quá nhiều hệ thống thủy lợi. Dấu hiệu của thiếu nước vật  lý bao gồm cả việc môi trường xuống cấp, cạn kiệt nguồn nước ngầm hoặc sử dụng quá mức.
Thiếu nước kinh tế là do thiếu đầu tư về hạ tần cơ sở và kỹ thuật để lấy nước từ các nguồn như sông hồ hay các nguồn khác và thiếu lực lượng lao đông để cung cấp nước cho toàn bộ nhu cầu. 1/4 dân số thế giới chịu ảnh hưởng bởi thiếu nước kinh tế. Thiếu nước kinh tế bao gồm cả việc thiếu hạ tầng cơ sở để con người tiếp cận nguồn nước và phải đi rất xa để lấy nước từ sông suối mà nước này thường bị ô nhiễm để ăn uống và dùng cho canh tác. Một bộ phận lớn khu vực ở Châu Phi đang phải chịu cảnh thiếu nước kinh tế. Việc phát triển cơ sở hạ tầng để lấy nước ở khu vực này có thể giảm bớt đói nghèo. Các điều kiện khắc nghiệt thường tạo ra nghèo đói và bất ổn chính trị cho các cộng đồng sống ở những khu vực hạn hán. Việc tiêu thụ nước theo đầu người tăng ở các quốc gia phát triển với mức tiêu thụ từ 200 đến 300 lít nước mỗi ngày. Tại các quốc gia kém phát triển (các nước châu Phi như Mozambique), lượng nước trung bình tiêu thụ là dưới 10 lít nước/ngày/người. Con số này chỉ bằng 1/2 lượng nước được kiến nghị bởi các tổ ức thế giới ở mức 20 lít/người/ngày (không bao gồm nước dùng cho việc giặt giũ).

## Đo lường

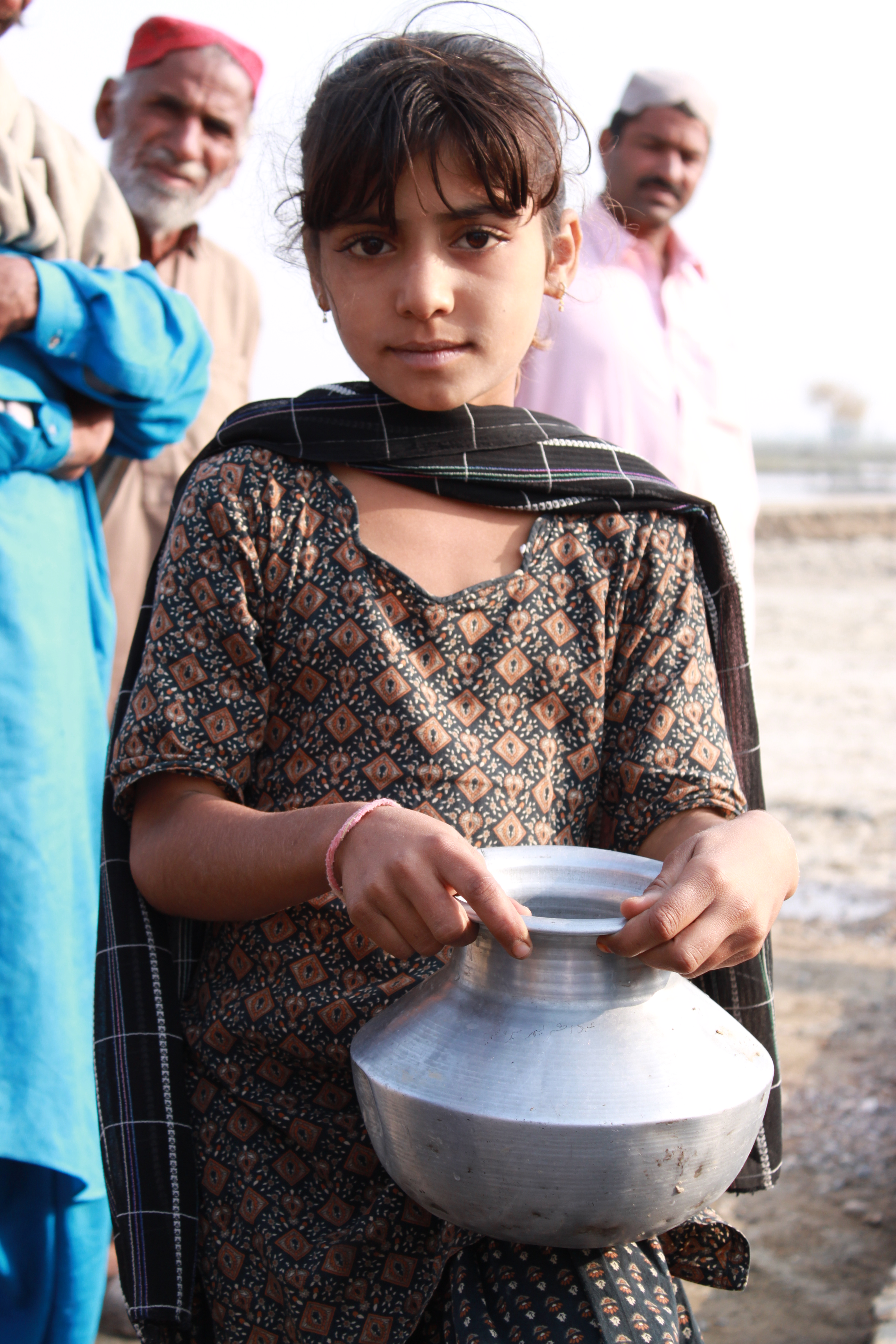
Năm 2012 ở Sindh, Pakistan, thiếu nước khiến người dân phải xếp hàng dài để lấy nước

Các nhà thủy văn ngày nay thường đánh giá tình trạng thiếu nước bằng cách nhìn vào cân bằng giữa dân số và lượng nước. Chỉ số này được tính bằng cách so sánh tổng lượng nước có sẵn mỗi năm với dân số của khu vực hoặc đất nước đó. Phương pháp tiếp cận phổ biến để tính tình trạng thiếu nước đó là xếp hạng các quốc gia theo lượng nước sẵn có tính theo đầu người. Ví dụ, theo chỉ số Falkenmark Water Stress, một quốc gia hay vùng lãnh thổ được xem là "có nguy cơ thiếu nước" nếu lượng nước cung cấp dưới mức 1,700 m3/người/năm. Nếu chỉ số này ở giữa 1,000 và 1,700 m3/người/năm được xem là thiếu nước theo mùa. Dưới 1,000 được xem là khan hiếm nước. Tổ chức lương thực thế giới của liên hợp quốc FAO cho biết đến năm 2025, khoảng 1.9 tỷ người sẽ phải sống ở những khu vực thiếu nước trầm trọng, 2/3 dân số thế giới có nguy cơ này. Ngân hàng thế giới bổ sung thêm rằng biến đổi khí hậu có thể tạo nên những thay đổi lớn trong việc sử dụng nước cũng như sự sẵn có của ngưnuowcs, từ đó làm tăng nguy cơ thiếu nước ở phạm vi toàn cầu và khu vực.
Các cách khác để đo lượng việc khan hiếm nước là thí nghiệm sự tồn tại của nước trong tự nhiên, so sánh các quốc gia có ít nước và nhiều nước. Tuy nhiên phương pháp này không thu thập được khả năng tiếp cận nguồn nước của người dân.  Các phương pháp khác tính toán mức độ sẵn có của nước đối với dân số. 
Một phương pháp khác, được sử dụng trong quản lý việc tiếp cận nguồn nước năm 2007, tính toán xem nguồn nước được sử dụng như thế nào. Vì vậy việc khan hiếm nước được chia thành thiếu nước vậy lý và thiếu nước kinh tế. 

### Các nguồn nước ngọt có thể tái tạo
Việc cung cấp các nguồn nước có thể tái tạo là một thước đo thường được sử dụng kết hợp khi đánh giá mức độ khan hiếm nước. Thước đo này rất hữu dụng bởi nó có thể đo được tổng lượng nước mà mỗi quốc gia có. Bằng cách này người ta có thể biết được liệu quốc gia đó có phải chịu thiếu nước vật lý hay không. Thước đo này cũng có những sai lầm nhất định đó là nó tính chỉ số trung bình, trong khi lượng mưa phân bổ không đồng đều mỗi năm và lượng nước có thể tái tạo cũng khác nhau năm này qua năm khác. Chỉ số này cũng không thể hiện được khả năng tiếp cận nước của từng người dân, từng hộ gia đình, từng chính phủ và từng ngành công nghiệp. Cuối cùng, phương pháp này thể hiện chỉ số cho cả quốc gia nhưng không thể hiện rõ chính xác là khu vực nào thiếu nước. Canada và Brazil là hai nước có chỉ số lượng nước sẵn có cao, tuy nhiên vẫn chịu cảnh thiếu nước ở một số nơi.
Bảng sau thể hiện tổng lượng nước có thể tái tạo ở mỗi quốc gia bao gồm nước mặt và nước ngầm. 
Bảng này thể hiện số liệu từ tổ chức lương thực thế giới FAO, phần lớn số liệu được tính toán dựa vào các mô hình mô phỏng và ước lượng hơn là tính toán thực tế. 
| Thứ tự | Quốc gia                                    | Tổng lượng nước có thể tái tạo (km³/year) | Khu vực                   | Năm lấy/ước tính số liệu |
| ------ | ------------------------------------------- | ----------------------------------------- | ------------------------- | ------------------------ |
| 1      | Kuwait                                      | 0.02                                      | Asia                      | 2008                     |
| 2      | St. Kitts and Nevis                         | 0.02                                      | North and Central America | 2000                     |
| 3      | Maldives                                    | 0.03                                      | Asia                      | 1999                     |
| 4      | Malta                                       | 0.07                                      | Europe                    | 2005                     |
| 5      | Antigua and Barbuda                         | 0.1                                       | North and Central America | 2000                     |
| 6      | Qatar                                       | 0.1                                       | Asia                      | 2008                     |
| 7      | Barbados                                    | 0.1                                       | North and Central America | 2003                     |
| 8      | Bahrain                                     | 0.1                                       | Asia                      | 2008                     |
| 9      | United Arab Emirates                        | 0.2                                       | Asia                      | 2008                     |
| 10     | Cape Verde                                  | 0.3                                       | Africa                    | 2005                     |
| 11     | Djibouti                                    | 0.3                                       | Africa                    | 2005                     |
| 12     | Cyprus                                      | 0.3                                       | Europe                    | 2007                     |
| 13     | Libya                                       | 0.6                                       | Africa                    | 2005                     |
| 14     | Singapore                                   | 0.6                                       | Asia                      | 1975                     |
| 15     | Jordan                                      | 0.9                                       | Asia                      | 2008                     |
| 16     | Comoros                                     | 1.2                                       | Africa                    | 2005                     |
| 17     | Oman                                        | 1.4                                       | Asia                      | 2008                     |
| 18     | Luxembourg                                  | 1.6                                       | Europe                    | 2007                     |
| 19     | Israel                                      | 1.8                                       | Asia                      | 2008                     |
| 20     | Yemen                                       | 2.1                                       | Asia                      | 2008                     |
| 21     | Saudi Arabia                                | 2.4                                       | Asia                      | 2008                     |
| 22     | Mauritius                                   | 2.8                                       | Africa                    | 2005                     |
| 23     | Burundi                                     | 3.6                                       | Africa                    | 1987                     |
| 24     | Trinidad and Tobago                         | 3.8                                       | North and Central America | 2000                     |
| 25     | Swaziland                                   | 4.5                                       | Africa                    | 1987                     |
| 26     | Lebanon                                     | 4.5                                       | Asia                      | 2008                     |
| 27     | Tunisia                                     | 4.6                                       | Africa                    | 2005                     |
| 28     | Reunion                                     | 5.0                                       | Africa                    | 1988                     |
| 29     | Lesotho                                     | 5.2                                       | Africa                    | 1987                     |
| 30     | Eritrea                                     | 6.3                                       | Africa                    | 2001                     |
| 31     | Macedonia                                   | 6.4                                       | Europe                    | 2001                     |
| 32     | Armenia                                     | 7.8                                       | Former Soviet Union       | 2008                     |
| 33     | Gambia                                      | 8.0                                       | Africa                    | 2005                     |
| 34     | Brunei                                      | 8.5                                       | Asia                      | 1999                     |
| 35     | Jamaica                                     | 9.4                                       | North and Central America | 2000                     |
| 36     | Rwanda                                      | 9.5                                       | Africa                    | 2005                     |
| 37     | Mauritania                                  | 11.4                                      | Africa                    | 2005                     |
| 38     | Algeria                                     | 11.6                                      | Africa                    | 2005                     |
| 39     | Moldova                                     | 11.7                                      | Former Soviet Union       | 1997                     |
| 40     | Estonia                                     | 12.3                                      | Europe                    | 2007                     |
| 41     | Estonia                                     | 12.8                                      | Former Soviet Union       | 1997                     |
| 42     | Haiti                                       | 14.0                                      | North and Central America | 2000                     |
| 43     | Somalia                                     | 14.2                                      | Africa                    | 2005                     |
| 44     | Botswana                                    | 14.7                                      | Africa                    | 2001                     |
| 45     | Togo                                        | 14.7                                      | Africa                    | 2001                     |
| 46     | Czech Republic                              | 16.0                                      | Europe                    | 2007                     |
| 47     | Denmark                                     | 16.3                                      | Europe                    | 2007                     |
| 48     | Syria                                       | 16.8                                      | Asia                      | 2008                     |
| 49     | Malawi                                      | 17.3                                      | Africa                    | 2001                     |
| 50     | Burkina Faso                                | 17.5                                      | Africa                    | 2001                     |
| 51     | Namibia                                     | 17.7                                      | Africa                    | 2005                     |
| 52     | Belize                                      | 18.6                                      | North and Central America | 2000                     |
| 53     | Zimbabwe                                    | 20.0                                      | Africa                    | 1987                     |
| 54     | Belgium                                     | 20.0                                      | Europe                    | 2007                     |
| 55     | Dominican Republic                          | 21.0                                      | North and Central America | 2000                     |
| 56     | Lithuania                                   | 24.5                                      | Former Soviet Union       | 2007                     |
| 57     | El Salvador                                 | 25.2                                      | North and Central America | 2001                     |
| 58     | Romania                                     | 25.7                                      | Europe                    | 2007                     |
| 59     | Benin                                       | 25.8                                      | Africa                    | 2001                     |
| 60     | Equatorial Guinea                           | 26                                        | Africa                    | 2001                     |
| 61     | Fiji                                        | 28.6                                      | Oceania                   | 1987                     |
| 62     | Morocco                                     | 29.0                                      | Africa                    | 2005                     |
| 63     | Kenya                                       | 30.7                                      | Africa                    | 2005                     |
| 64     | Guinea-Bissau                               | 31.0                                      | Africa                    | 2005                     |
| 65     | Slovenia                                    | 32.1                                      | Europe                    | 2007                     |
| 66     | Niger                                       | 33.7                                      | Africa                    | 2005                     |
| 67     | Azerbaijan                                  | 34.7                                      | Former Soviet Union       | 2008                     |
| 68     | Mongolia                                    | 34.8                                      | Asia                      | 1999                     |
| 69     | Bosnia and Herzegovina                      | 37.5                                      | Europe                    | 2003                     |
| 70     | Cuba                                        | 38.1                                      | North and Central America | 2000                     |
| 71     | Senegal                                     | 39.4                                      | Africa                    | 1987                     |
| 72     | Albania                                     | 41.7                                      | Europe                    | 2001                     |
| 73     | Chad                                        | 43.0                                      | Africa                    | 1987                     |
| 74     | Solomon Islands                             | 44.7                                      | Oceania                   | 1987                     |
| 75     | Kyrgyzstan                                  | 46.5                                      | Former Soviet Union       | 1997                     |
| 76     | Ireland                                     | 46.8                                      | Europe                    | 2003                     |
| 77     | South Africa                                | 50.0                                      | Africa                    | 2005                     |
| 78     | Sri Lanka                                   | 50.0                                      | Asia                      | 1999                     |
| 79     | Slovakia                                    | 50.1                                      | Europe                    | 2007                     |
| 80     | Ghana                                       | 53.2                                      | Africa                    | 2001                     |
| 81     | Switzerland                                 | 53.5                                      | Europe                    | 2007                     |
| 82     | Belarus                                     | 58.0                                      | Former Soviet Union       | 1997                     |
| 83     | Egypt                                       | 58.3                                      | Africa                    | 2005                     |
| 84     | Turkmenistan                                | 60.9                                      | Former Soviet Union       | 1997                     |
| 85     | Poland                                      | 63.1                                      | Europe                    | 2007                     |
| 86     | Georgia                                     | 63.3                                      | Former Soviet Union       | 2008                     |
| 87     | Sudan                                       | 64.5                                      | Africa                    | 2005                     |
| 88     | Afghanistan                                 | 65.0                                      | Asia                      | 1997                     |
| 89     | Uganda                                      | 66.0                                      | Africa                    | 2005                     |
| 90     | Taiwan                                      | 67.0                                      | Asia                      | 2000                     |
| 91     | Korea Rep                                   | 69.7                                      | Asia                      | 1999                     |
| 92     | Greece                                      | 72.0                                      | Europe                    | 2007                     |
| 93     | Uzbekistan                                  | 72.2                                      | Former Soviet Union       | 2003                     |
| 94     | Portugal                                    | 73.6                                      | Europe                    | 2007                     |
| 95     | Iraq                                        | 75.6                                      | Asia                      | 2008                     |
| 96     | Korea DPR                                   | 77.1                                      | Asia                      | 1999                     |
| 97     | Côte d'Ivoire                               | 81                                        | Africa                    | 2001                     |
| 98     | Austria                                     | 84.0                                      | Europe                    | 2007                     |
| 99     | Netherlands                                 | 89.7                                      | Europe                    | 2007                     |
| 100    | Tanzania                                    | 91                                        | Africa                    | 2001                     |
| 101    | Bhutan                                      | 95.0                                      | Asia                      | 1987                     |
| 102    | Honduras                                    | 95.9                                      | North and Central America | 2000                     |
| 103    | Tajikistan                                  | 99.7                                      | Former Soviet Union       | 1997                     |
| 104    | Mali                                        | 100.0                                     | Africa                    | 2005                     |
| 105    | Zambia                                      | 105.2                                     | Africa                    | 2001                     |
| 106    | Croatia                                     | 105.5                                     | Europe                    | 1998                     |
| 107    | Bulgaria                                    | 107.2                                     | Europe                    | 2010                     |
| 108    | Kazakhstan                                  | 109.6                                     | Former Soviet Union       | 1997                     |
| 109    | Ethiopia                                    | 110.0                                     | Africa                    | 1987                     |
| 110    | Finland                                     | 110.0                                     | Europe                    | 2007                     |
| 111    | Spain                                       | 111.1                                     | Europe                    | 2007                     |
| 112    | Guatemala                                   | 111.3                                     | North and Central America | 2000                     |
| 113    | Costa Rica                                  | 112.4                                     | North and Central America | 2000                     |
| 114    | Hungary                                     | 116.4                                     | Europe                    | 2007                     |
| 115    | Suriname                                    | 122.0                                     | South America             | 2003                     |
| 116    | Iran                                        | 137.5                                     | Asia                      | 2008                     |
| 117    | Uruguay                                     | 139.0                                     | South America             | 2000                     |
| 118    | Ukraine                                     | 139.5                                     | Former Soviet Union       | 1997                     |
| 119    | Central African Republic                    | 144.4                                     | Africa                    | 2005                     |
| 120    | Panama                                      | 148.0                                     | North and Central America | 2000                     |
| 121    | Sierra Leone                                | 160.0                                     | Africa                    | 1987                     |
| 122    | Gabon                                       | 164.0                                     | Africa                    | 1987                     |
| 123    | Iceland                                     | 170.0                                     | Europe                    | 2007                     |
| 124    | Italy                                       | 175.0                                     | Europe                    | 2007                     |
| 125    | United Kingdom                              | 175.3                                     | Europe                    | 2007                     |
| 126    | Sweden                                      | 183.4                                     | Europe                    | 2007                     |
| 127    | Angola                                      | 184.0                                     | Africa                    | 1987                     |
| 128    | France                                      | 186.3                                     | Europe                    | 2007                     |
| 129    | Germany                                     | 188.0                                     | Europe                    | 2007                     |
| 130    | Nicaragua                                   | 196.7                                     | North and Central America | 2000                     |
| 131    | Serbia-Montenegro*                          | 208.5                                     | Europe                    | 2003                     |
| 132    | Nepal                                       | 210.2                                     | Asia                      | 1999                     |
| 133    | Turkey                                      | 213.6                                     | Asia                      | 2008                     |
| 134    | Mozambique                                  | 217.1                                     | Africa                    | 2005                     |
| 135    | Guinea                                      | 226.0                                     | Africa                    | 1987                     |
| 136    | Liberia                                     | 232.0                                     | Africa                    | 1987                     |
| 137    | Pakistan                                    | 233.8                                     | Asia                      | 2003                     |
| 138    | Guyana                                      | 241.0                                     | South America             | 2000                     |
| 139    | Cameroon                                    | 285.5                                     | Africa                    | 2003                     |
| 140    | Nigeria                                     | 286.2                                     | Africa                    | 2005                     |
| 141    | Laos                                        | 333.6                                     | Asia                      | 2003                     |
| 142    | Paraguay                                    | 336.0                                     | South America             | 2000                     |
| 143    | Australia                                   | 336.1                                     | Oceania                   | 2005                     |
| 144    | Madagascar                                  | 337.0                                     | Africa                    | 2005                     |
| 145    | Latvia                                      | 337.3                                     | Former Soviet Union       | 2007                     |
| 146    | Norway                                      | 389.4                                     | Europe                    | 2007                     |
| 147    | New Zealand                                 | 397.0                                     | Oceania                   | 1995                     |
| 148    | Thailand                                    | 409.9                                     | Asia                      | 1999                     |
| 149    | Japan                                       | 430.0                                     | Asia                      | 1999                     |
| 150    | Ecuador                                     | 432.0                                     | South America             | 2000                     |
| 151    | Mexico                                      | 457.2                                     | North and Central America | 2000                     |
| 152    | Cambodia                                    | 476.1                                     | Asia                      | 1999                     |
| 153    | Philippines                                 | 479.0                                     | Asia                      | 1999                     |
| 154    | Malaysia                                    | 580.0                                     | Asia                      | 1999                     |
| 155    | Bolivia                                     | 622.5                                     | South America             | 2000                     |
| 156    | Papua New Guinea                            | 801.0                                     | Oceania                   | 1987                     |
| 157    | Argentina                                   | 814.0                                     | South America             | 2000                     |
| 158    | Congo                                       | 832.0                                     | Africa                    | 1987                     |
| 159    | Vietnam                                     | 891.2                                     | Asia                      | 1999                     |
| 160    | Chile                                       | 922.0                                     | South America             | 2000                     |
| 161    | Myanmar                                     | 1045.6                                    | Asia                      | 1999                     |
| 162    | Bangladesh                                  | 1210.6                                    | Asia                      | 1999                     |
| 163    | Venezuela                                   | 1233.2                                    | South America             | 2000                     |
| 164    | Congo, Democratic Republic (formerly Zaire) | 1283                                      | Africa                    | 2001                     |
| 165    | India                                       | 1907.8                                    | Asia                      | 1999                     |
| 166    | Peru                                        | 1913.0                                    | South America             | 2000                     |
| 167    | Colombia                                    | 2132.0                                    | South America             | 2000                     |
| 168    | China                                       | 2738.8                                    | Asia                      | 2008                     |
| 169    | Indonesia                                   | 2838.0                                    | Asia                      | 1999                     |
| 170    | United States of America                    | 3069.0                                    | North and Central America | 1985                     |
| 171    | Canada                                      | 3300.0                                    | North and Central America | 1985                     |
| 172    | Russia                                      | 4498.0                                    | Former Soviet Union       | 1997                     |
| 173    | Brazil                                      | 8233.0                                    | South America             | 2000                     |